# Délkelet-Szlovénia statisztikai régió
Délkelet-Szlovénia (szlovénül Jugovzhodna Slovenija) Szlovénia 12 statisztikai régiójának egyike. Területe 2675 km², lakosságának száma 139 095 volt 2005-ben. A legnagyobb városa Novo mesto. Szlovénia területileg legnagyobb statisztikai régiója. A fiatalok (0-14 évesek) aránya itt a legnagyobb (15,8%) az országban. 

## A régió jellemző statisztikai adatainak szöveges leírása
A régió területe a legnagyobb Szlovénia statisztikai régiói sorában. A térségben fejlett többek között az autóipar és a gyógyszergyártás, de emellett jelentős természetvédelmi területek is vannak, itt él, Kočevje környékén, a nevezetes szlovéniai barnamedve-állomány jelentős része. 
2016-ban a régióban élt Szlovénia lakosságának 7%-a. A 0–14 évesek aránya itt volt az egyik legmagasabb, (15,8%), együtt a Gorenjska és a Közép-Szlovénia statisztikai régióval. 1000 lakosra itt született a legtöbb gyermek (11,1), az első szülő anyák átlagos életkora 28,4 év volt, az egyik legalacsonyabb a régiók között. Itt jutott a legtöbb elítélt személy 1000 főre (5,4). Ugyancsak 1000 lakosra számítva az egyetemi hallgatók száma 38 volt, 67%-uk a Közép-Szlovénia statisztikai régióban végezte tanulmányait. A munkanélküliek aránya 8,1% volt, némileg magasabb a szlovén átlagnál (8,0%).  
Az átlagos nettó fizetés 2016-ban 1036 EUR volt, magasabb az országos átlagnál. A gazdaságilag aktív lakosok csaknem negyede a régión kívül, leginkább a Közép-Szlovéniában dolgozott. Az egy lakosra jutó GDP a harmadik legmagasabb volt Szlovéniában (18 604 EUR), a helyi GDP 50%-át az ipar termelte. A rossz lakáskörülmények között élők aránya 21% volt, a harmadik legalacsonyabb a régiók között. 
2016-ban a régióban több mint 400 700 turistaéjszakát számláltak. Ami a külföldi turisták arányát illeti, Délkelet-Szlovénia 38%-kal az utolsó volt a régiók sorában. Egy főre 402 kg kommunális szemetet gyűjtöttek össze itt, 60%-át szelektálva. A kommunális csatornákba gyűjtött szennyvíz aránya (31%) ebben a régióban volt a legalacsonyabb.

## A régió néhány fontos statisztikai adata
| Statisztikai adatok |          |  | Statisztikai mutatók |        |
| --- | -------- |  | --- | ------ |
| Terület, km², 2018-01-01 | 2.675    |  | Népsűrűség, fő/km², 2016-07-01 | 53     |
| Lakosság száma, 2016-07-01 | 142.672  |  | Lakosság átlagos életkora, 2016-07-01 | 42,1   |
| Természetes szaporodás, 2016 | 195      |  | Természetes szaporodás ezer főre, 2016 | 1,4    |
| Általános iskolai tanulók száma, 2016/2017                                                                                            | 12.613   |  | 0-14 éves lakosok aránya, %, 2016-07-01 | 15,8   |
| Középiskolai tanulók száma, 2016/2017                                                                                                 | 5.289    |  | 65 évnél idősebb lakosok aránya, %, 2016-07-01 | 17,4   |
| Egyetemi hallgatók, 2016/2017 | 5.289    |  | Lakosság összes növekedése ezer főre, 2016 | 1,0    |
| Gazdaságilag aktív lakosok száma, 2016                                                                                                | 59.107   |  | Képesítés nélküli vagy maximum általános iskolai iskolai végzettséggel rendelkező 15-64 éves lakosok aránya, %, 2016-01-01                                    | 22,9   |
| Foglalkoztatottak száma, 2016 | 52.695   |  | 25-64 éves közép- vagy felsőfokú végzettséggel rendelkezők aránya, %, 2016-01-01                                                                              | 25,0   |
| Regisztrált munkanélküliek száma, 2016                                                                                                | 7,754    |  | Regisztrált munkanélküliség aránya, %, 2016 | 11,7   |
| Havi átlagos bruttó bér, 2016 | 1.583,01 |  | Gazdaságilag aktív lakosság aránya, %, 2016 | 61,3   |
| Vállalkozások száma, 2016 | 10.378   |  | Kiadott lakásépítési engedélyek, 2016 | 204    |
| A régió GDP-je, millió euró, 2016 | 2.655    |  | Egy főre jutó GDP, EUR, 2016 | 18.604 |
| Megművelt földterület, ha, 2016 | 49.039   |  | Elítéltek száma ezer főre, 2016 | 5,4    |
| Turista érkezések száma, 2016 | 125.081  |  | Személyautók száz főre, 2016-12-31 | 53     |
| Turistaéjszakák száma, 2016 | 400.742  |  | Kommunális feldolgozású szemét, kg/fő, 2016 | 258    |
| Forrás: Statistični urad Republike Slovenije, Archiválva 2017. november 7-i dátummal a Wayback Machine-ben, Podatkovni portal SI STAT |          |  | Forrás: Statistični urad Republike Slovenije Archiválva 2017. november 7-i dátummal a Wayback Machine-ben, Slovenske statistične regije in občine v številkah |        |

## Községek a régió területén
A statisztikai régió területén a következő községek (szlovénül občina) találhatók: Črnomelj község, Dolenjske Toplice község, Kočevje község, Kostel község, Loški Potok község, Metlika község, Mirna község, Mirna Peč község,  Mokronog-Trebelno község, Novo mesto városi község, Osilnica község, Ribnica község, Semič község, Sodražica község,  Straža község, Šentjernej község, Šentrupert község,  Škocjan község, Šmarješke Toplice község, Trebnje község és Žužemberk község.

## Gazdaság
Foglalkoztatási ágak: 41,5% szolgáltatások, 50,7% ipar, 7,5% mezőgazdaság.

## Fordítás
Ez a szócikk részben vagy egészben  a   Statistična regija Jugovzhodna Slovenija című szlovén Wikipédia-szócikk ezen változatának fordításán alapul.  Az eredeti cikk szerkesztőit annak laptörténete sorolja fel. Ez a jelzés csupán a megfogalmazás eredetét és a szerzői jogokat jelzi, nem szolgál a cikkben szereplő információk forrásmegjelöléseként.